# Честь (фильм, 1938)
«Честь» — советский фильм 1938 года о вредителях-троцкистах на железных дорогах.

## Сюжет
Действие фильма происходит в 1935 году. Состав, который вёл опытный машинист Орлов, едва не сходит с рельсов, а сам Орлов из-за этого не попадает на праздник в честь двадцатой годовщины его работы в депо. Начальник депо Клычко возлагает ответственность на Орлова, однако в ходе разбирательства установлено, что Орлов невиновен, а авария едва не произошла из-за разгильдяйства работников станции. Тем не менее Клычко переводит Орлова на маневровый паровоз.
Постепенно выясняется, что Клычко и его пособники — вредители, тормозящие внедрение скоростных методов вождения поездов. Их невольным пособником стал секретарь парткома Зима, бесполезный болтун и демагог. Только начальнику политотдела депо Шагину удаётся сквозь бюрократическую паутину распознать вредительство, он снимает Зиму и посылает в НКВД сигнал на Клычко, а тот тем временем уже готовит настоящую диверсию, собираясь с помощью своего сообщника Девяткина перевести стрелки на перегонной станции и устроить столкновение скорых поездов, чтобы сорвать рекордный пробег сына Орлова, Мити... Однако проискам врага не дано сбыться.

## В ролях
- Освальд Глазунов — машинист Орлов
- Е. Ф. Исаева — Анна Петровна, жена Орлова
- Василий Ванин — начальник политотдела Шагин
- Иван Пельтцер — машинист Костров
- Леонид Волков — начальник депо Клычко, вредитель
- Владимир Соловьёв — парторг депо Михаил Зима
- Вольдемар Чобур — машинист Митя, сын Орлова
- Николай Анненков — Семён, лейтенант, сын Орлова
- Осип Абдулов — Арсений Юльевич, инженер, вредитель
- Александр Пелевин — Девяткин, диспетчер, вредитель
- Николай Ивакин — 1-й помощник машиниста
- Виктор Аркасов — 2-й помощник машиниста
- Владимир Дорофеев — машинист Прохор Кузьмич
- Николай Коновалов — помощник начальника депо

## Съёмочная группа
- Авторы сценария: Лев Никулин и Юрий Никулин
- Режиссёр: Евгений Червяков
- Ассистенты режиссёра: Левшин и А. Ашкинази
- Главный оператор: Михаил Гиндин
- Операторы: Тимофей Лебешев и Эгина
- Художники: Виктор Иванов и Владимир Камский
- Режиссёр-монтажер: Г. Славатинская
- Композитор: Юрий Шапорин
- Автор текстов песен: Сергей Алымов

В самом конце фильма в него вмонтирована 6-минутная документальная съёмка выступления наркома путей сообщения Л. М. Кагановича на праздновании Всесоюзного Сталинского дня железнодорожников в Центральном Парке Культуры и Отдыха в Москве 30 июля 1938 года.